# Anggun C. Sasmi... Lah!!!
Anggun C. Sasmi... Lah!!! è il quarto album in studio della cantante indonesiana Anggun, pubblicato nel 1993.

## Tracce
1. Kembalilah Kasih (Kita Harus Bicara)
2. Kenapa Harus
3. Sahara
4. Nanti Pasti Abadi
5. Penyelesaian Tolol
6. Di Kejauhan
7. Karenamu Kini Aku Mengerti
8. Matahari Hatiku
9. Jawara
10. Sendiri